# 2017년 북인도양 사이클론
2017년 북인도양 사이클론은 2017년에 인도양 북부에서 발생한 사이클론이다.

## 발생한 사이클론

### 아라비아 해 (ARB)

#### 제1호 매우 강한 사이클론 오키 (태풍 기러기잔해)
2017년에서 가장 강한 사이클론이다.

## 사이클론 이름
| - 제1호 마루루타 - 제2호 모라 | - 제3호 오키 |

## 같이 보기
- 2017년 북대서양 허리케인
- 2017년 동태평양 허리케인
- 2017년 태풍